# Viviennea superba
Viviennea superba là một loài bướm đêm thuộc phân họ Arctiinae, họ Erebidae.